# أزمة سراوق الدستورية 1966
أزمة سراوق الدستورية 1966 حدثت في إقليم سراوق في ماليزيا. واندلعت الأزمة بعد أن أعلن 21 عضوًا من أصل 42 عضوًا في المجلس التشريعي لإقليم سراوق عدم الثقة في ستيفن كالونج نينكان، رئيس وزراء سراوق وقتها. فقد كتبوا إلى محافظ سراوق للتصريح بفقدانهم الثقة في رئيس الوزراء. لذلك طلب المحافظ، أبانج حاجي أوبينج، من ستيفن الاستقالة من منصبه، لكنه رفض. فأعلن المحافظ وقف ستيفن عن العمل وتعيين تاوي سلي كرئيس الوزراء الجديد.
بعد خلع ستيفن من منصبه، رفع دعوى ضد المحافظ ورأت المحكمة أن خلعه كان غير قانوني.
لكن بعد قرار المحكمة، أعلنت الحكومة الاتحادية قانون الطوارئ في سراوق في سبتمبر 1966، وأعيد تاوي سلي لمنصب رئيس الوزراء.
كان يعتقد على نطاق واسع أن الإطاحة بستيفن كانت نتيجة لتدخل الحكومة الاتحادية لماليزيا نظرًا لكونه مدافعًا قويًا عن مزيد من الحكم الذاتي للإقليم.